# Programa Shenzhou
Programa Shenzhou é um programa espacial de missões tripuladas da República Popular da China. Desenvolvido desde 1992 e iniciado em 1999 com a nave não-tripulada Shenzhou 1, ele colocou em órbita o primeiro chinês, Yang Liwei, na Shenzhou 5, em 15 de outubro de 2003. O centro de comando do programa fica no Centro de Comando e Controle Aeroespacial de Pequim  e recebe suporte e apoio de engenharia e administração para as missões tripuladas do Departamento de Engenharia Espacial Tripulada da China.
O início do programa data de 1992, quando recebeu o nome de Projeto 912-1. O código Projeto 921 foi dado ao programa espacial chinês como um todo e 921-1 era seu principal objetivo. O plano era colocar no espaço um chinês em outubro de 1999, antes da virada do novo milênio. Atrasos fizeram com que em 1999 fosse realizado apenas o primeiro voo não-tripulado, seguido de outras missões de teste em 2001 e 2002.
Apenas em outubro de 2003 foi possível o primeiro voo tripulado, realizado com sucesso, seguido de mais três entre 2005 e 2012, e um não-tripulado, em 2011, a Shenzhou 8, realizado para testes de acoplagem com um laboratório espacial colocado em órbita no mesmo ano.
O nome Shenzhou é muitas vezes traduzido como "Artesanato Divino", "Embarcação Divina" ou similares, mas também ´uma referência a um dos vários nomes literários da China com a mesma pronúncia. O programa foi assim batizado pelo próprio presidente chinês, Jiang Zemin.

## História
Os primeiros esforços da China para realizar um voo espacial tripulado começaram em 1968, com a previsão de um primeiro lançamento em 1973. Mesmo com o lançamento de um satélite em 1970 e a manutenção de pequenos programas de missões não-tripuladas desde então, o programa de voos tripulados foi sendo adiado e finalmente cancelado por falta de fundos. Um projeto anterior ao Shenzhou, chamado Shuguang-1, foi cancelado em 1972 por motivos políticos.
O atual programa foi autorizado pelo governo em 1 de abril de 1992 sob o código Projeto 921.1, que começou a trabalhar em janeiro de 1993. O plano inicial tinha três fases:
- Fase 1 - lançamento de duas versões não-tripuladas de uma espaçonave própria, seguidas do primeiro voo tripulado chinês, em 2002;
- Fase 2 - compreenderia o período entre 2002 e 2007, com uma série de voos para testar a tecnologia desenvolvida, realizando aproximações e acoplagens em órbita e lançar e operar uma pequena estação laboratório de oito toneladas usando a tecnologia básica da espaçonave;
- Fase 3 - entre 2010 e 2015, colocaria no espaço e operaria uma estação de 20 toneladas, com as tripulações sendo enviadas a ela por uma nova espaçonave de oito toneladas.

Depois de um início de assistência tecnológica e cooperação feita com os russos em 1991, seguido por  um estágio de dois anos e jovens engenheiros chineses na Rússia entre 1992 e 1994, naquele ano a Rússia começou a vender alguma tecnologia aeronáutica e espacial aos chineses e no ano seguinte um acordo foi assinado entre os dois países para transferência de tecnologia do programa Soyuz para a China. Incluído no acordo estava o treinamento de pessoal, provisões das naves Soyuz, sistemas de apoio à vida, sistemas de acoplagem e trajes espaciais. Em 1996, dois taikonautas chineses começaram a treinar no Centro de Treinamento de Cosmonautas Yuri Gagarin, na Cidade das Estrelas. Após o período de treinos eles voltaram à China e começaram a treinar os pilotos  selecionados para o futuro programa espacial tripulado em instalações próximas a Pequim e Jiuquan.
O hardware e as informações vendidas pelos russos levaram à uma mudança no projeto original chinês da espaçonave original prevista na fase 1. Nova estrutura de lançamento foi construída na Mongólia Interior, próximo ao Deserto de Gobi e na primavera de 1998 um protótipo do foguete Longa Marcha 2F com a cápsula Shenzhou acoplada em seu topo foi levada até a plataforma de lançamento para testes.
Após a renomeação do plano de Projeto 921.1 para Programa Shenzhou, o primeiro lançamento de uma nave não-tripulada, a Shenzhou 1, ocorreu em 19 de novembro de 1999, do Centro de Lançamento de Satélite de Jiuquan. Mais três missões não-tripuladas, Shenzhou 2, Shenzhou 3, Shenzhou 4, seguiram-se no espaço de três anos. Finalmente, em 15 de outubro de 2003, o primeiro voo tripulado foi realizado, com o tenente-coronel da Força Aérea do Exército de Libertação Popular e taikonauta Yang Liwei fazendo história ao ser o primeiro chinês no espaço, a bordo da Shenzhou 5.

## A nave Shenzhou

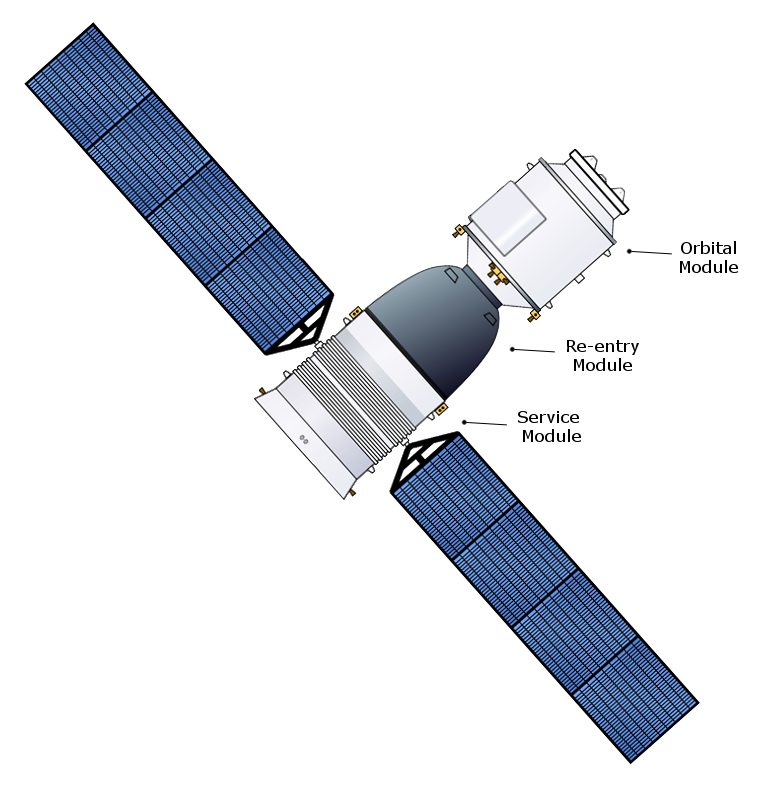
A Shenzhou e seus três módulos.

A espaçonave chinesa Shenzhou tem diversas semelhanças estéticas e tecnológicas com a Soyuz russa, apesar de ser mais larga e, ao contrário das Soyuz, possuir um módulo orbital com capacidade autônoma de voo.
Assim como a Soyuz, ela consiste de três módulos: um módulo orbital fronteiriço, uma cápsula de reentrada no meio e um módulo de serviço na parte posterior. A divisão é baseada no princípio de minimizar a quantidade de material a ser retornada à Terra. Qualquer coisa instalada nos módulos orbital e de serviço não necessitam de escudo protetor de calor e isso aumenta bastante o espaço disponível na espaçonave sem aumentar o peso total da nave, tanto quanto seria necessário se esses módulos também fossem capazes de resistir à reentrada. (eles ficam no espaço)
O módulo orbital contém espaço para experiências científicas, equipamentos diversos operados pela tripulação e dormitório. Sem necessitar de sistema de acoplagem, as primeiras Shenzhou carregavam no topo deste módulo diversos tipos de cargas para realizar as experiências. O módulo de reentrada contém assentos para os taikonautas. É a única parte da nave que retorna à Terra. Foi construída de maneira a combinar um espaço máximo com menor peso, permitindo algum controle aerodinâmico durante a reentrada. O módulo de serviço contém equipamentos de suporte à vida (como tanques de água e oxigênio) e outros equipamentos necessários ao funcionamento da nave.
Tanto as Soyuz quanto as Shenzhou tem uma área maior de habitação e menos peso que as naves norte-americanas Apollo.

### Dados da espaçonave[2]
- Massa total: 7 250 kg
- Comprimento: 7,48 m
- Diâmetro: 2,72 m
- Envergadura (com os painéis solares abertos): 10,06 m

## Missões lançadas
- Shenzhou 1 – 19 de novembro de 1999 – teste de voo não-tripulado.[2]
- Shenzhou 2 – 9 de janeiro de 2001 – transportou um macaco, um cão e um coelho.[2]
- Shenzhou 3 – 25 de março de 2002 – transportou um manequim humano.[5]
- Shenzhou 4 – 29 de dezembro de 2002 – transportou um manequim humano e diversas experiências científicas.[6]
- Shenzhou 5 – 15 de outubro de 2003 – primeiro voo tripulado com Yang Liwei, ficou 21 horas em órbita.[7]
- Shenzhou 6 – 12 de outubro de 2005 – voo tripulado duplo com Fei Junlong e Nie Haisheng, ficou cinco dias em órbita.[8]
- Shenzhou 7 – 25 de setembro de 2008 – voo tripulado triplo e primeira caminhada espacial com Zhai Zhigang, Liu Boming e Jing Haipeng.[9]
- Shenzhou 8 – 31 de outubro de 2011 – missão não-tripulada, com encontro e acoplagem com o módulo laboratório Tiangong 1.[10]
- Shenzhou 9 – 16 de junho de 2012 – missão tripulada com Jing Haipeng, Liu Wang e Liu Yang, primeira chinesa no espaço, para acoplagem com o  Tiangong 1.[11]
- Shenzhou 10 – 11 de junho de 2013 – missão tripulada com Nie Haisheng, Zhang Xiaoguang e Wang Yaping, segunda chinesa no espaço, para acoplagem e experiências no laboratório espacial  Tiangong 1.[12]
- Shenzhou 11 - 16 de outubro de 2016 - missão tripulada com Jing Haipeng (sua terceira viagem ao espaço) e Chen Dong, com destino à estação Tiangong 2.[13]
- Shenzhou 12 - 17 de junho de 2021
- Shenzhou 13 - 15 de outubro de 2021
- Shenzhou 14 - 5 de junho de 2022